# Politrudnea, Horodnea
Politrudnea (în ucraineană Політрудня) este un sat în comuna Hrîpivka din raionul Horodnea, regiunea Cernihiv, Ucraina. În secolul al XIX-lea, satul făcea parte din volostul Tupîciv, uezdul Horodnea.

## Demografie
Componența lingvistică a localității Politrudnea
     Ucraineană (93,52%)
     Rusă (6,48%)
Conform recensământului din 2001, majoritatea populației localității Politrudnea era vorbitoare de ucraineană (93,52%), existând în minoritate și vorbitori de rusă (6,48%).